# Enclos paroissial de Goulven
L'enclos paroissial de Goulven est un enclos paroissial situé dans la commune de Goulven (Finistère, Bretagne). Il inclut l'église Saint-Goulven et un ossuaire. L'ensemble est classé monument historique en 1862 et 1946.

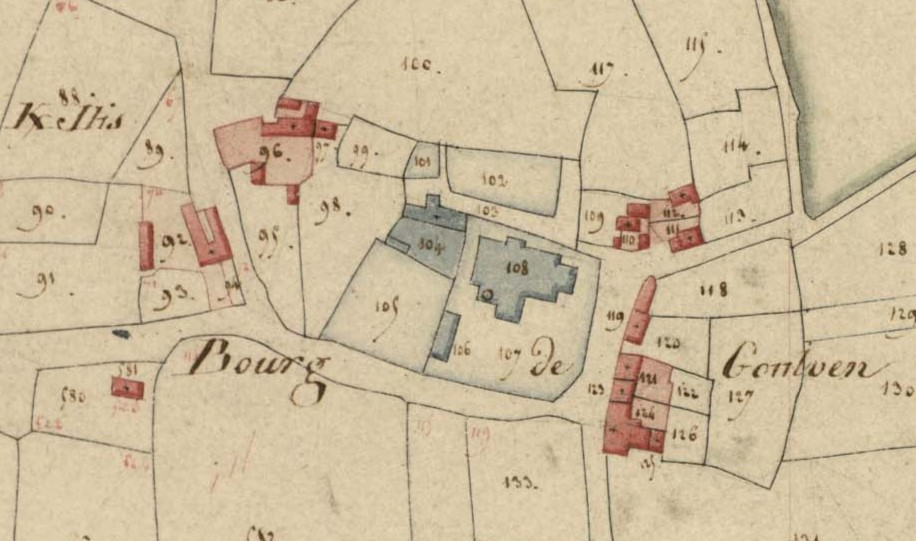
Plan de l'enclos en 1816.

## Galerie

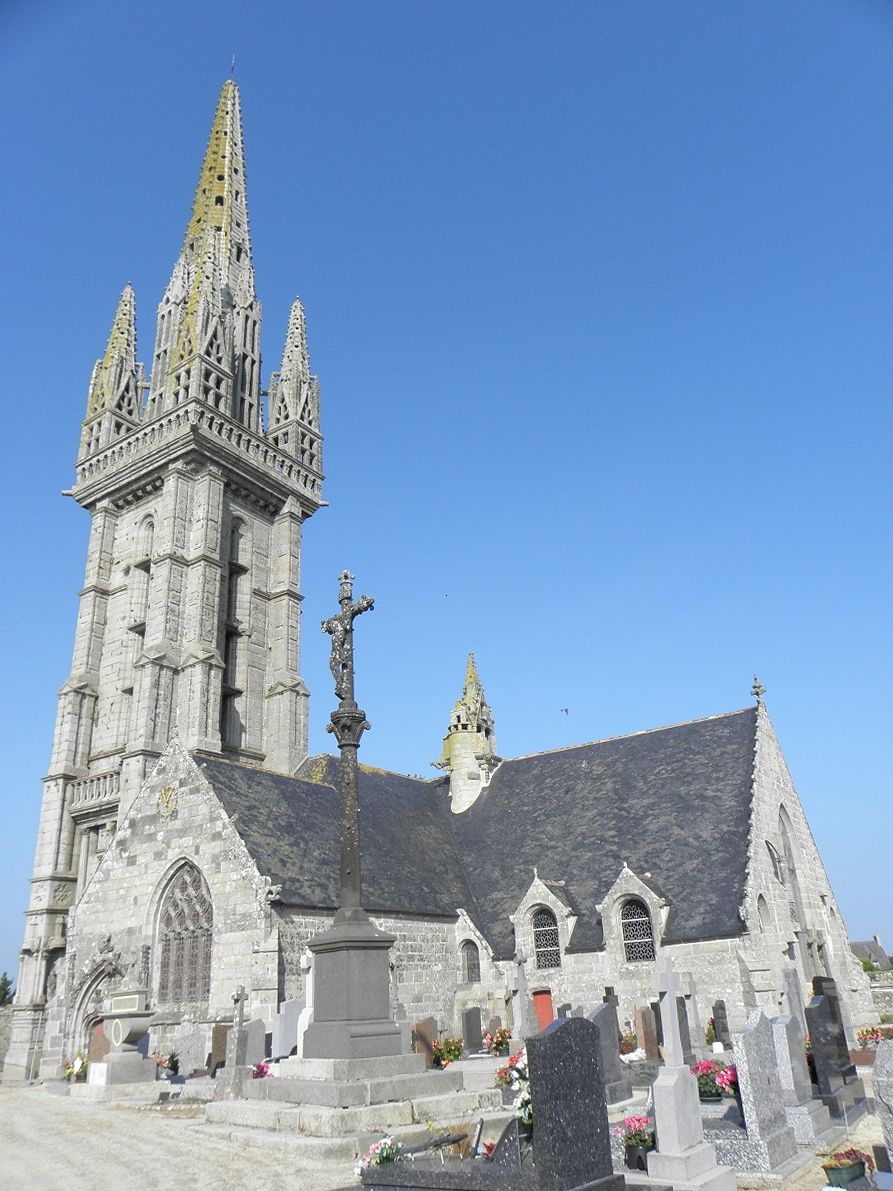
L'église.
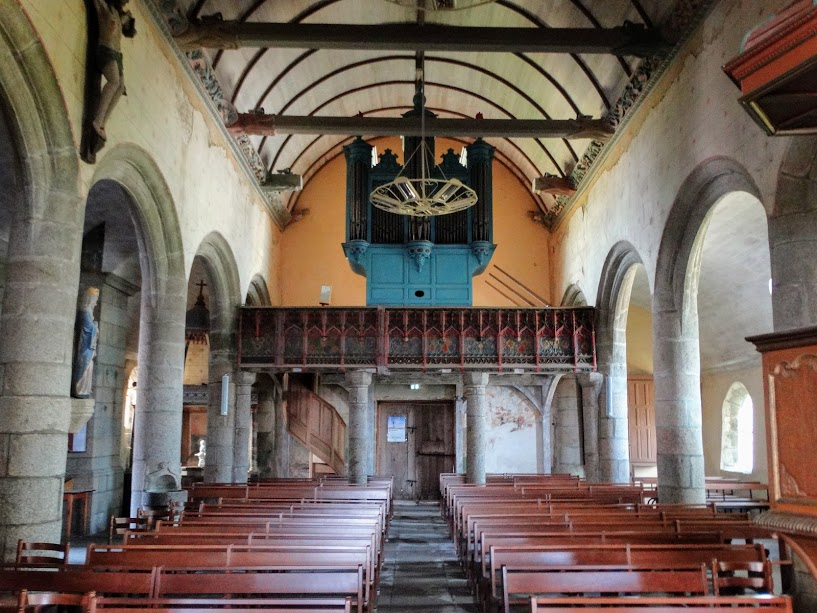
Intérieur de l'église.
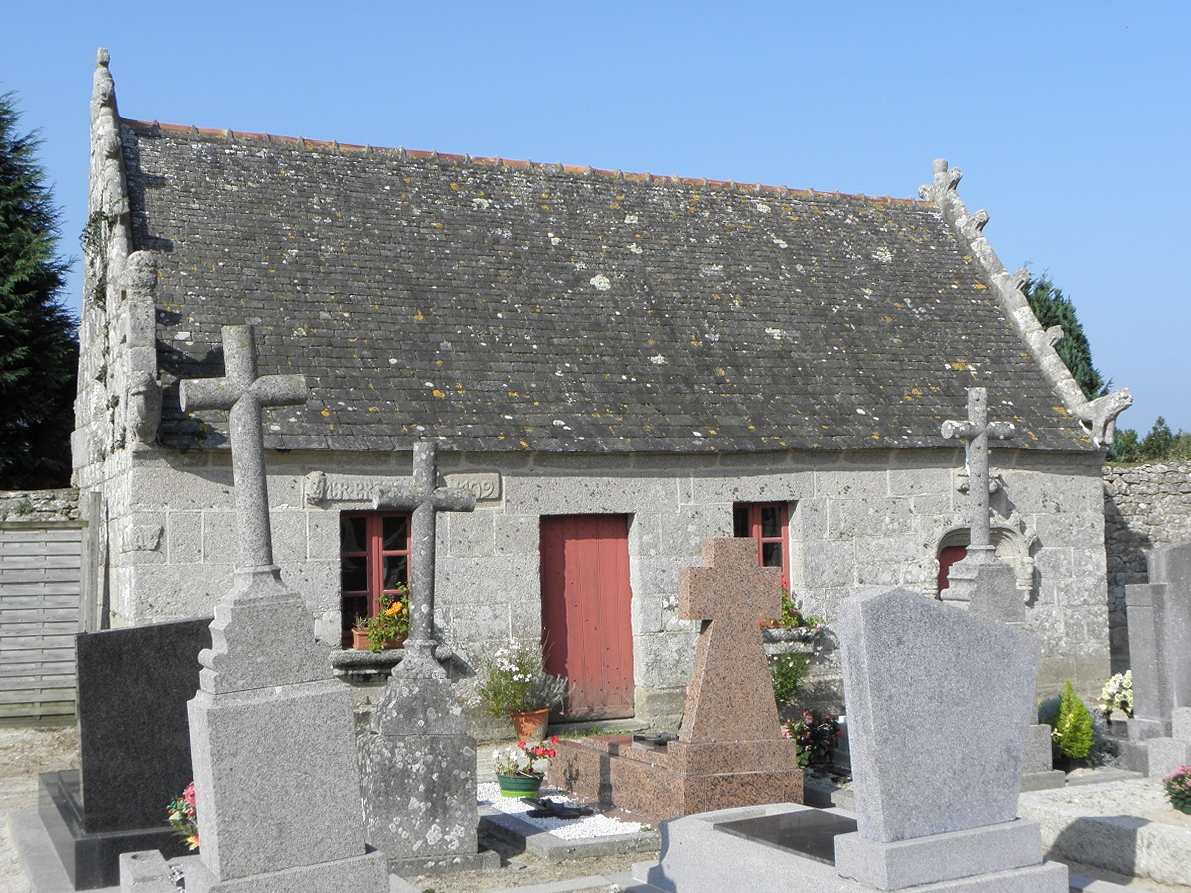
L'ossuaire.
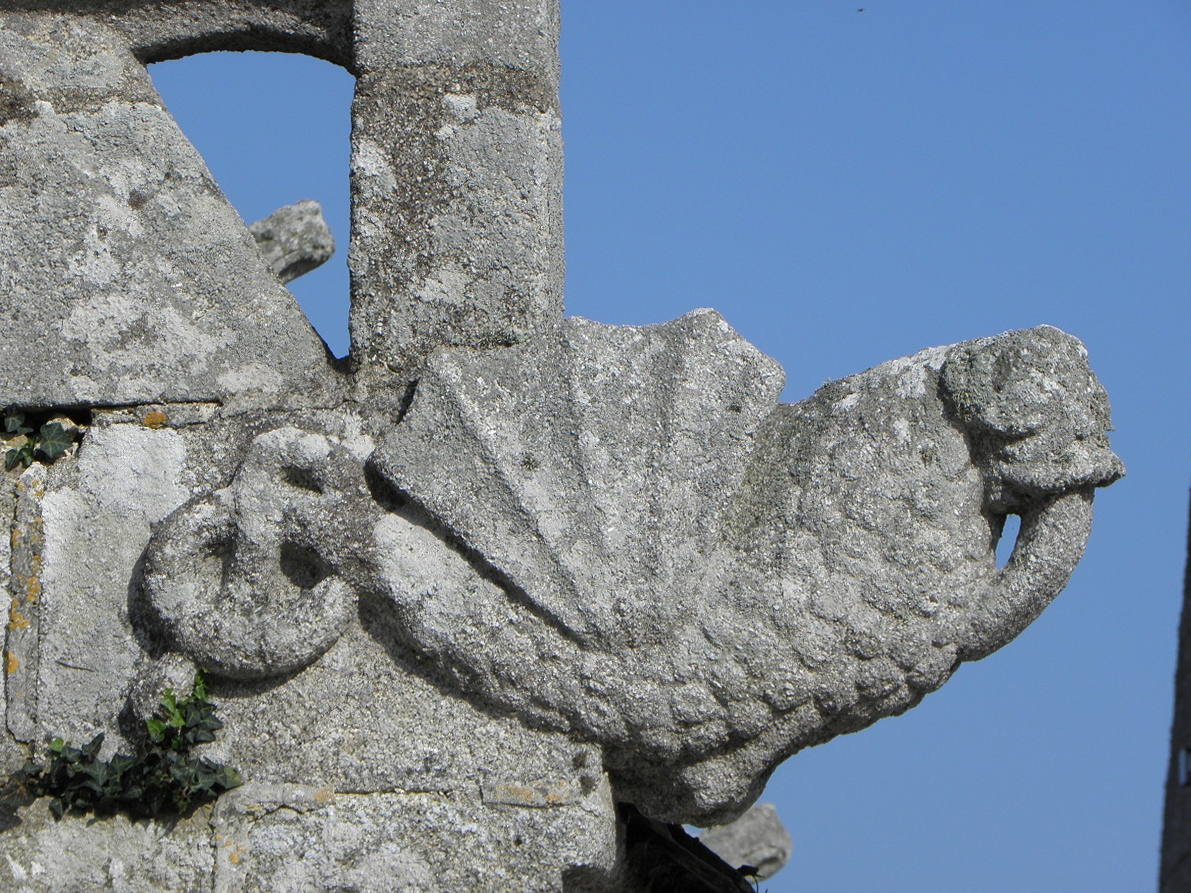
Sculpture de l'ossuaire.